# Jim Lynch
James Robert Lynch (Lima, 28 agosto 1945 – 21 luglio 2022) è stato un giocatore di football americano statunitense che ha militato nel ruolo di linebacker nella American Football League (AFL) e nella National Football League (NFL).

## Carriera
Lynch fu scelto nel corso del secondo giro (47º assoluto) del Draft NFL 1967 dai Kansas City Chiefs. Fu l'outside linebacker destro, giocando accanto al middle linebacker Willie Lanier e all'outside linebacker sinistro Bobby Bell, entrambi Pro Football Hall of Famer. Questo reparto fu importante nel guidare i Chiefs alla loro stagione da titolo del 1969, quando conquistarono il Super Bowl IV.
Lynch concluse la sua carriera con 17 intercetti e 14 fumble recuperati. Segnò un touchdown e fu selezionato per giocare l'All-Star Game nel 1968. Nel 1990 fu inserito nella Kansas City Chiefs Hall of Fame.

## Palmarès

### Franchigia
Super Bowl : 1
Kansas City Chiefs: IV
- Campionati AFL : 1

Kansas City Chiefs:  1969

### Individuale
- AFL All-Star: 1

1968
- All-AFL: 6

1968, 1969
- Maxwell Award - 1966
- Kansas City Chiefs Hall of Fame
- College Football Hall of Fame